# 坦克 (加来海峡省)
坦克（法語：Tincques，法語發音：[tɛ̃k]）是法国北部-加来海峡大区加来海峡省的一个市镇，属于阿拉斯区。

## 地理
坦克（50°21'28"N, 2°29'31"E）面积10.68 平方千米，位于法国上法蘭西大區加来海峡省，该省份为法国北部沿海省份，西北濒北海，南至索姆省，东临北部省。
与坦克接壤的市镇（或旧市镇、城区）包括：谢莱尔、阿韦尔端、巴约勒欧科纳耶、贝尔勒-蒙谢勒、佩南、维莱布吕兰。
坦克的时区为UTC+01:00、UTC+02:00（夏令时）。

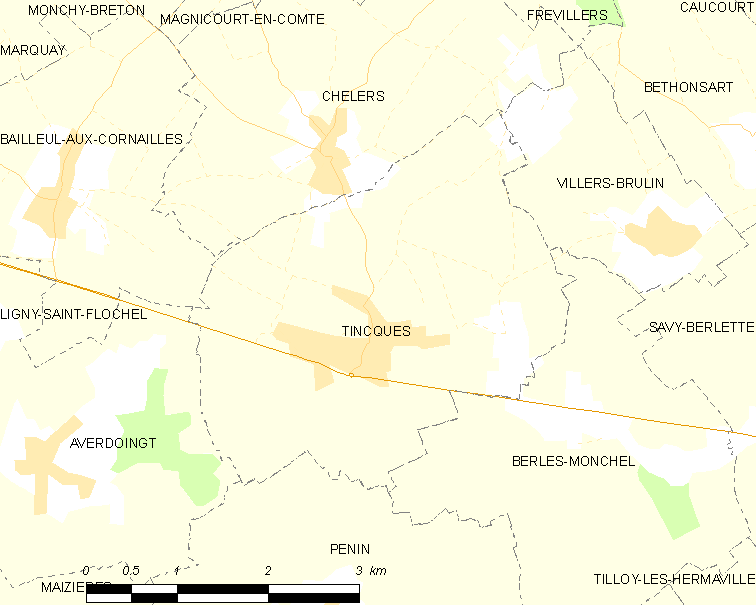
坦克的OSM定位图

## 行政
坦克的邮政编码为62127，INSEE市镇编码为62820。

## 政治
坦克所属的省级选区为阿韦讷勒孔特县。

## 人口

1962-2008年间坦克人口变化图示

坦克于2022年1月1日时的人口数量为808人。